# Pěnkavka bledá
Pěnkavka bledá (Camarhynchus pallidus) je drobný pěvec vyskytující se na souostroví Galapágy, jedna z Darwinových pěnkav. Obývá ostrovy Isabela, Fernandina, Santiago, Pinzón, Santa Cruz a San Cristóbal. Biotopem jsou převážně lesy tvořené rodem Scalesia, ale i některé aridní oblasti, kde je nicméně k vidění jenom vzácně. Populace pěnkavek bledých je klesající, nebezpečí představuje ztráta přirozeného prostředí i nemoci přenášené parazitickou mouchou Philornis downsi. Pěnkavka má světlé šedě-olivové peří a váží asi 20 gramů.
Pěnkavka bledá je známá pro svou schopnost využívat nástroje, která byla zaznamenána jenom u nemnoha živočišných druhů. Využívá větviček nebo kaktusových trnů, s jejichž pomocí vytahuje bezobratlé ze stromových dutin, a navíc si nástroje dokáže podle potřeby i upravovat. Na základě studie z roku 2001 vyšlo najevo, že si mláďata pěnkavek toto chování neosvojují skrze sociální učení.

## Poddruhy
- Camarhynchus pallidus pallidus, Sclater & Salvin, 1870
- Camarhynchus pallidus productus, Ridgeway, 1894
- Camarhynchus pallidus striatipecta, Swarth, 1931[5]